# Roquemaure, Gard
Roquemaure (okcitansko Ròcamaura) je naselje in občina v južnem francoskem departmaju Gard regije Languedoc-Roussillon. Naselje je leta 2008 imelo 6.800 prebivalcev.

## Geografija
Kraj leži v pokrajini Languedoc na desnem bregu reke Rone, 45 km severovzhodno od Nîmesa, 19 km severno od Avignona.

## Uprava
Roquemaure je sedež istoimenskega kantona, v katerega so poleg njegove vključene še občine Laudun-l'Ardoise, Lirac, Montfaucon, Saint-Geniès-de-Comolas, Saint-Laurent-des-Arbres, Saint-Victor-la-Coste, Sauveterre in Tavel z 21.403 prebivalci.
Kanton Roquemaure je sestavni del okrožja Nîmes.

## Zanimivosti
- kolegial sv. Janeza Krstnika iz 16. stoletja z ohranjenimi relikvijami sv. Valentina,
- cerkev Marijinega očiščenja,
- Festival sv. Valentina,
- grajski stolp - donžon, ostanek nekdanjega kraljevskega gradu Château de Roquemaure.